# Павленко, Феликс Емельянович
Феликс Емельянович Павленко (укр. Фелікс Омелянович Павленко; род. 10 ноября 1940 года, г. Запорожье) — украинский государственный деятель, депутат Верховной рады Украины I созыва (1990—1994).

## Биография
Родился 10 ноября 1940 года в городе Запорожье в семье служащих.
С 1958 года работал электрослесарем Запорожского трансформаторного завода.
С 1959 года проходил службу в рядах Советской армии, после возвращения из армии с 1962 года работал на различных инженерных должностях в Запорожье. Окончил Киевский политехнический институт по специальности «инженер-механик»
С 1974 года был специалистом по шеф-монтажу и наладке на строительстве алюминиевого завода в Арабской Республике Египет, с 1977 года являлся инженером-конструктором, затем начальником производственного отдела, заместителем генерального директора, секретарём парткома запорожского ПО «Преобразователь».
С 1984 года занимал должность директора завода «Электроконденсатор» (г. Белая Церковь), с 1987 года был директором Александрийского электромеханического завода, с 1989 года — Генеральный директор НПО «Александрийский электромеханический завод».
Был членом КПСС с 1974 года.
В 1990 году в ходе первых альтернативных парламентских выборов в Украинской ССР был выдвинут кандидатом в народные депутаты трудовым трудовым коллективом НПО «Александрийский электромеханический завод». 18 марта 1990 года во втором туре был избран народным депутатом Верховного совета Украинской ССР XII созыва (в дальнейшем — Верховной рады Украины I созыва) от Александрийского избирательного округа № 228 Кировоградской области, набрал 66,76% голосов среди 7 кандидатов. В парламенте был членом комитета по вопросам планирования, бюджета, финансов и цен. Депутатские полномочия истекли 10 мая 1994 года.
До октября 1995 года занимал должность первого заместителя министра экономики Украины.